# Jan Wojcieszko
Jan Wojcieszko (Woycieszko) pseud. Oj-ra (ur. 8 marca 1886 w Warszawie, zm. 7 marca 1936 tamże) – polski tancerz, baletmistrz, choreograf oraz aktor.

## Życiorys
Kształcił się w warszawskiej szkole baletowej. W latach 1904-1910 występował w Lublinie, Łodzi (1906-1907) oraz teatrach warszawskich: Akwarium, Renesans, Oaza. Następnie wyjechał zagranicę, gdzie występował w rewiach m.in. we Wiedniu, Londynie oraz Paryżu (Casino de Paris, Folies Bergère, Moulin Rouge). Podczas I wojny światowej walczył w szeregach armii brytyjskiej. Po zakończeniu walk występował w obydwu Amerykach oraz w Australii.
Do Polski powrócił w 1928 roku i rozpoczął występy w Teatrze Nowości w Warszawie. Następnie był tancerzem i baletmistrzem w stołecznych teatrach rewiowych i kabaretach: Morskie Oko (1929-1933), Wesoły Wieczór (1930), Nowości (1931), Wesołe Oko (1932), Casanova (1933), Rex (1933-1934), Wielka Operetka (1934) oraz Wielka Rewia (1934-1936). Opracował również choreografię dla przedstawienia Bal w Savoyu dla Teatrów Miejskich we Lwowie. 

## Filmografia
- Prokurator Alicja Horn (1933) - Borys Załkind, przyjaciel Winklera
- 10% dla mnie (1933) - recepcjonista w hotelu Palace
- Czarna perła (1934) - marynarz w barze na Tahiti
- Kochaj tylko mnie (1935)
- Pan Twardowski (1936)

Źródło:Film Polski